# Don King
Donald «Don» King (Cleveland, Ohio, 20 de agosto de 1931) es un promotor de boxeo estadounidense.

## Biografía

### Primeros años
Antes de su entrada en el mundo del boxeo, King vivió en Cleveland (Ohio). Después de dejar la Case Western Reserve University gestionó apuestas ilegales y llegó a ser acusado de matar a dos hombres en diferentes casos separados entre sí por 19 años. En el primer caso, el veredicto del jurado fue homicidio justificable a pesar de que King había disparado al hombre por la espalda. A causa del segundo incidente, fue condenado por asesinato en segundo grado por golpear mortalmente a un empleado que le debía dinero. El abogado de King consiguió que el juez redujera la condena a homicidio sin premeditación, gracias a lo cual el acusado estuvo solamente cuatro años en prisión.

### Carrera como promotor
Después de sus problemas con la justicia formó una alianza con un famoso promotor local llamado Don Elbaum, habitual de los combates en Cleveland con años de experiencia en el mundo del boxeo.
King negoció en 1974 la celebración de un combate por el campeonato mundial de los pesos pesados entre Muhammad Ali y George Foreman en Kinshasa, Zaire. El enfrentamiento generó mucha expectativa. Los competidores de Don King trataron de organizar el evento, pero sólo fue él capaz de asegurar una recaudación, entonces récord, de 10 millones de dólares gracias a un acuerdo con el gobierno de Zaire.
En 1975, el promotor organizó la pelea entre Muhammad Ali y Joe Frazier en Manila, Filipinas, considerada la mejor batalla de todos los tiempos.
Don King convenció a un magnate de Cleveland llamado Carl Lombardo a financiar el programa por $ 1,3 millones. 
La leyenda señala que Sylvester Stallone vio la pelea –que Wepner perdió A un nocaut en los segundos finales– y se estimuló a escribir Rocky, que ganó el Oscar 1976 mejor película e hizo una estrella del actor.

### Controversias
A lo largo de los años se ha visto envuelto en numerosas polémicas siendo denunciado por apropiación indebida de dinero de boxeadores a los que ha representado. Boxeadores de la talla de,  Muhammad Ali, Mike Tyson, Roy Jones Jr., Wilfredo Gómez, Sugar Ray Leonard, George Foreman, Roberto Durán, Julio César Chávez y Wilfredo Benítez han interpuesto diferentes demandas contra él por hechos similares.
Don King creaba para sus boxeadores estrella una atmósfera de excesos: mujeres, juego, lujo, alcohol, ostentación y demás costumbres poco aptas para un deportista de élite.
Con el paso de los años ha dejado una estela de boxeadores convalecientes a los que obligó a pelear muy frecuentemente en combates muy duros sin apenas descanso:
- El boxeador de principios de los 90 Meldrick Taylor padece actualmente daños cerebrales como consecuencia del combate organizado por Don King contra su representado Julio César Chávez. Estos daños le imposibilitan hilvanar frases seguidas y hacer una vida normal.[5]
- Wilfredo Benítez, el orgullo de Puerto Rico, actualmente sufre alzheimer y se encuentra en una situación precaria.[6] Años atrás, la hermana de Benítez envió una carta a Don King suplicándole una pequeña ayuda mensual para su hermano. A pesar de que King ganó decenas de millones de dólares a costa de Wilfredo, la ayuda nunca llegó.
- Julio César Chávez ha declarado que Don King robó, hurtó y se apropió de grandes sumas de dinero de las bolsas de sus combates, además de inducirlo a una vida nocturna de excesos, lo que derivó en una fuerte adicción a la cocaína.[7]
- Mike Tyson interpuso una demanda por desvío de fondos de sus multimillonarios combates contra Evander Holyfield y Michael Spinks, y califica a King como la peor persona que nunca ha conocido.[8]
- Pernell Whitaker, boxeador de los 90, se encontraba en proceso de desintoxicación de la cocaína antes de fallecer en 2019, además de arrastrar fuertes deudas económicas.[9]
- Aunque su médico personal Stanley Fahn lo pone en duda, se cree que la causa del mal de Parkinson sufrido por Muhammad Ali se encontraba en sus 30 años de boxeo extremo.[10]

King también es famoso por obsesionarse con boxeadores hasta conseguir un contrato de representación. En 2007 Floyd Mayweather demandó a Don King por acoso ya que llamaba insistentemente a su mansión y enviaba numerosos regalos que Floyd rechazaba y devolvía. Era conocido que Don King quería que Mayweather fuera su nueva mina de oro, como lo fue Mike Tyson en los 80 y 90 o Muhammad Ali en los 70, pero Floyd declaró a la prensa: «No lo quiero, no lo necesito».
Se le ha acusado en una ocasión de mantener relación con la todopoderosa familia criminal Gambino y su famoso jefe John Gotti.